# WrestleMania 33
WrestleMania 33 was de 33ste professioneel worstel-pay-per-view (PPV) en WWE Network evenement van WrestleMania dat georganiseerd werd door WWE voor hun Raw en SmackDown brands. Het evenement vond plaats op 2 april 2017 in het Camping world Stadium in Orlando, Florida.

## Wedstrijden
| Nr. | Match | Winnaar(s)              |
| --- | --- | ----------------------- |
| 1p  | Neville (c) vs. Austin Aries in een één-op-één match voor de WWE Cruiserweight Championship                                                                                         | Neville                 |
| 2p  | André The Giant Memorial Battle Royal | Mojo Rawley             |
| 3p  | Dean Ambrose vs. Baron Corbin in een één-op-één match voor de WWE Intercontinental Championship                                                                                     | Dean Ambrose            |
| 4   | A.J. Styles vs. Shane McMahon in een één-op-één match | A.J. Styles             |
| 5   | Kevin Owens vs. Chris Jericho (c) in een één-op-één match voor de WWE United States Championship                                                                                    | Kevin Owens (nc)        |
| 6   | Bayley (c) vs. Charlotte vs. Sasha Banks vs. Nia Jax in een Fatal-4-Way match voor de WWE RAW Women's championship                                                                  | Bayley                  |
| 7   | Luke Gallows en Karl Anderson (c) vs. Enzo Amore en Big Cass vs. Cesaro en Sheamus vs. The Hardy Boyz in een Fatal-4-Way Tag Team Ladder match voor de WWE RawTag Team Championship | The Hardy Boyz          |
| 8   | The Miz en Maryse vs. John Cena en Nikki Bella in een Mixed Tag Team match | John Cena & Nikki Bella |
| 9   | Seth Rollins vs. Triple H (met Stephanie McMahon) in een Non-Sanctioned match | Seth Rollins            |
| 10  | Bray Wyatt (c) vs. Randy Orton in een één-op-één match voor de WWE Championship | Randy Orton (nc)        |
| 11  | Bill Goldberg (c) vs. Brock Lesnar (met Paul Heyman) in een één-op-één match voor de WWE Universal Championship                                                                     | Brock Lesnar            |
| 12  | Alexa Bliss (c) vs. Naomi vs. Becky Lynch vs. Carmella (met James Ellsworth) vs.Natalya vs.Mickie James in een Six Pack Challenge voor het WWE SmackDown Women's Championship       | Naomi (nc)              |
| 13  | The Undertaker vs. Roman Reigns in een No Holds Barred match | Roman Reigns            |